# Guillaume Costeley
Guillaume Costeley [Cotalay, Cautelay, Costelly, Coustelly], né en 1531 probablement vers Pont-Audemer et mort le 1er février 1606 à Évreux, est un musicien et compositeur français de la Renaissance.

## Biographie
Son origine précise n’est pas clairement déterminée. Après qu’on lui a attribué une origine écossaise fantaisiste, on pense maintenant qu’il est né dans la région de Pont-Audemer, où ce nom est souvent attesté dans les registres baptismaux. La Croix du Maine le cite en 1584 comme natif de Fontanges-en-Auvergne, une localité qui a aussi vu naître Antoine de Bertrand, mais c'est probablement une erreur. Les conditions de son apprentissage de la musique ne sont pas bien connues (a-t-il été formé au sein de la maîtrise d'une église de sa région d'origine, comme beaucoup de musiciens de cette époque ?) et son arrivée à Paris est antérieure à 1554.

### Paris
Irving Godt a relevé dans ses premières compositions (1554) des liens avec celles de Jacques Arcadelt et de Jean Maillard, ce dernier employé à la Chapelle royale. Il suppose également qu’il aurait pu rencontrer à Paris Pierre Sandrin et que celui-ci, comme promoteur en France des théories micro-tonales de son collègue Nicola Vicentino, aurait pu susciter chez Costeley l’écriture de sa chanson Seigneur Dieu ta pitié, qui fait intervenir des tiers de tons. C’est probablement au luthiste et éditeur Adrian Le Roy, familier de la comtesse de Retz, qu'on lui doit d'être introduit dans son cercle, et par delà à la cour. Il est là en contact avec les poètes Jean-Antoine de Baïf et Rémy Belleau, avec lesquels il se lie d'amitié, et appartient au mouvement qui va aboutir à la création de l'Académie de musique et de poésie en 1570, aux côtés du compositeur Joachim Thibault de Courville et du poète Jean Antoine de Baïf.
En 1560 Costeley devient organiste et valet de chambre du roi Charles IX ; il est en 1571-1572 organiste ordinaire du roi aux gages annuels de 375 lt (livres tournois) et un acte notarié fait mention d’une avance de 500 lt sur « sa pension et don du roi ».
Sous le règne d'Henri III, il est cité en 1574-1575 parmi les joueurs d’instruments aux gages de 240 lt. En 1576-1578, il est dit « organiste ordinaire » aux gages annuels de 375 lt, et cité encore en 1580 parmi les joueurs d’instruments, aux gages de 80 écus, soit 240 lt.
En 1570, juste avant de s'établir à Évreux, il publia un vaste recueil de ses œuvres intitulé Musique de Guillaume Costeley.

### Évreux
En juin 1570 à l'âge de 40 ans, Costeley épouse Jehanne Blacquetot et s’établit à Évreux, où il achète un moulin dans la ville basse et, semble-t-il, arrête de composer. Il reste au service du roi, ne servant à la cour que par quartier, de janvier à mars. Il semble que son épouse lui ait apporté des biens considérables (en 1571 il peut offrir une maison comme cadeau de mariage à un de ses amis).
En 1570, il est cofondateur de la confrérie de Sainte-Cécile (patronne de la musique, fêtée le 22 novembre). À partir de 1575, cette confrérie donne naissance à un concours de composition musicale - un "puy de musique" - qui deviendra vite très réputé, et aidera au développement, dans la ville d'Évreux, d'un milieu artistique important. Ce concours sera ensuite imité en d'autres endroits, et, à Évreux, dura plus d'un siècle.
Costeley achète en 1581 un office d'élu (juge des affaires fiscales) à Évreux. En 1583, Henri III accorde au neveu de Costeley la cure de Saint-Germain de Croisy au diocèse d'Évreux, par le décès de son prédécesseur Robert Mothe, prêtre et curé de Guarguesalle (c'est-à-dire Guerquesalles, dans l'Orne), chantre de la Chapelle du roi.
Son épouse meurt avant 1592 ; il se remarie alors à Françoise Dehais, veuve de Jehan Le Mareschal. Son nom disparaît des comptes royaux vers 1580, mais ses liens avec la cour se maintiennent encore quelques années car il est toujours qualifié en 1597 de « conseiller du roi » (office honorifique), et achète encore l'office de « sergeant de boys en la garde de Neufville, forest d'Orléans ».
En 1601, il est appelé par le chapitre de la cathédrale Notre-Dame de Rouen pour assister avec l'organiste Jehan Levesque à la réception de l'orgue, restauré par le facteur Crespin Carlier. Costeley réside à Évreux jusqu'à sa mort, survenue en 1606.

## Œuvres

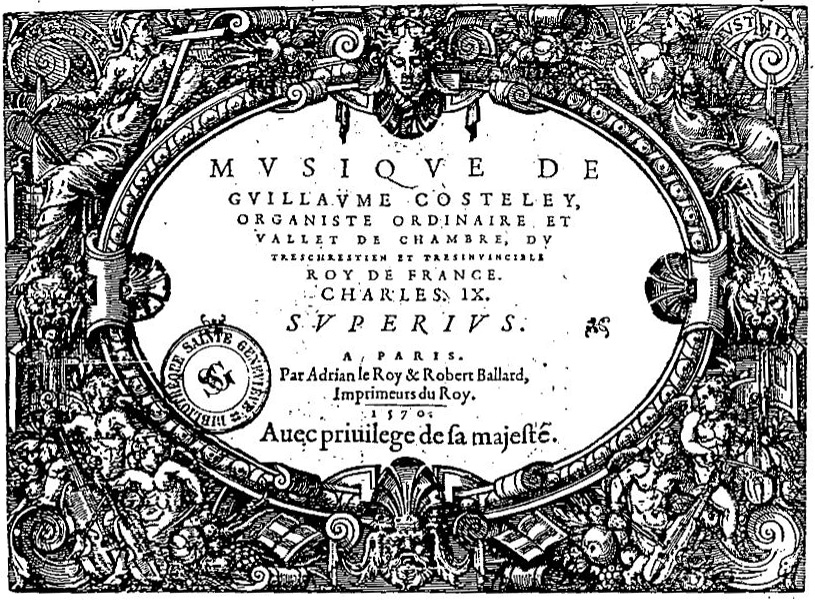
Page de titre de la Musique de Guillaume Costeley (Paris : 1570). Paris BSG.

Les œuvres de Costeley établissent un lien entre la chanson française polyphonique de la première moitié du XVIe siècle et celle des musiciens italianisants des années 1570-1580 ; elles contribuent également à développer l'écriture verticale et le sentiment harmonique, qui annoncent l'air de cour, genre qui apparaissait alors et qui continuera à se développer au XVIIe siècle.
Elles utilisent des intervalles harmoniques inusités et plusieurs d’entre elles alternent des passages d'homophonie et de contrepoint. Ce contrepoint n’est jamais contraint ni savant, et reste toujours au service du texte.
Costeley a aussi composé des pièces de circonstance (telles La Prise de Calais et La Prise du Havre), dont le style musical se rattache à la manière descriptive et aux ultimes recherches de Clément Janequin.
L’élégance et la souplesse de son écriture font de Costeley « l'un des représentants les plus typiques de l'élégance, du charme, mais aussi du lyrisme de la chanson française au début de la seconde moitié du XVIe siècle ».
- Musique de Guillaume Costeley, organiste ordinaire et vallet de chambre du treschrestien et tresinvincible roy de France Charles IX. Paris : Adrian Le Roy et Robert Ballard, 1570. 5 vol. 4° oblong. RISM C 4229, Lesure 1955 n° 139.

Après sept pièces liminaires (au roi, au comte et à la comtesse de Retz, à ses amis, et une de Rémy Belleau et deux de Baïf et Jacques Gohory, l’ouvrage contient un total 104 pièces, essentiellement des chansons à 4 voix, mais aussi 7 chansons à cinq, une chanson à six, un motet à quatre (Domine salvum fac regem desiderium cordis ejus) en l’honneur du roi et deux psaumes latin à cinq voix. Parmi les chansons, douze sont des chansons spirituelles.
Nombre de ces chansons avaient été écrites pour les chanteurs de la Chambre du roi ; parmi elles se trouve la célèbre chanson Mignonne, allons voir si la rose écrite sur une ode de Ronsard. On doit signaler aussi la chanson chromatique Seigneur Dieu, ta pitié, qui utilise des tiers de tons et qui est bien caractéristique de l'esprit des recherches humanistes en musique ; de même les pièces Il n’est trespas plus glorieux et Heureux qui d’un soc laboureur se rapprochent d’une préoccupation métrique qui tend vers la musique mesurée.
Trois parties (tenor, bassus, quinta pars) sont numérisées par le CESR de Tours dans la collection des Bibliothèques Virtuelles Humanistes : voir ici.
Le recueil est réédité en 1579 (RISM C 4230, Lesure 1955 n° 231), avec quelques variantes quant à la musique (dont les altérations sont notées  moins explicitement qu’en 1570) et des pièces liminaires réduites aux deux premières de celles de 1570.
- Trente-huit chansons différentes de Costeley sont publiés dans divers recueils de chansons entre 1554 et 1613[13], parus d’abord chez Nicolas Du Chemin, puis chez Adrian Le Roy et Robert Ballard jusqu’en 1578. À partir de 1575, plusieurs chansons paraissent sur les presses anversoises de Pierre Phalèse ; une est aussi publiée en tablature de luth à Venise. De ces 38 chansons, 35 figurent aussi dans la Musique de 1570, puisque seules Flambeau du ciel, Helas ma sœur m’amye et Frere Blaise avec sa bezace, n'y figurent pas, toutes trois publiées chez Du Chemin avant 1567.
- Comme la plupart des organistes de son temps, Costeley ne publia pas sa musique pour orgue, qui était souvent improvisée. On ne possède plus qu'une Fantasie sus orgue ou espinette restée manuscrite et probablement fragmentaire[14].

## Éditions modernes
- Guillaume Costeley : Musique, éd. Henry Expert, Monuments de la Musique de la Renaissance Française, vol. 3, 18, 19 (Paris, 1896–1904, et rééditions).
- La Fleur des musiciens de Pierre de Ronsard, éd. Henry Expert. Paris : 1923, avec rééditions.
- Quinze chansons françaises du XVIe siècle, éd. Maurice Cauchie. Paris : 1926.
- Anthologie de la chanson parisienne au XVIe siècle, éd. François Lesure et autres ». Monaco : 1952.
- (en) Guillaume Costeley : Selected chansons, éd. Jane Bernstein, The Sixteenth Century Chanson 8 (1989).
- Les pièces liminaires et le portrait de La Musique sont publiés par Expert et Bernstein dans les éditions ci-dessus, et traduits en anglais dans la thèse de Godt.
- Les motets et la fantaisie sont édités dans la thèse de Godt.
- L’Université de Rouen, le Cérédi et le Centre d’Études Supérieures de la Renaissance de Tours préparent la première édition critique de l’œuvre complète de Guillaume Costeley.